# Carex furcata
Carex furcata là một loài thực vật có hoa trong họ Cói. Loài này được Boott ex C.B. Clarke mô tả khoa học đầu tiên năm 1894.